# Muhammad Siad Hersi
Abdullahi Muhammad Siad Hersi (alias Morgan, of Generaal Morgan) (Qardho, 1 januari 1949 – Nairobi, 28 mei 2025) was een Somalische militair en een van de bekendste krijgsheren van de burgeroorlog in Somalië in de jaren 90 van de twintigste eeuw.

## Minister van defensie in de regering Barre
Als minister van defensie in de regering van Siad Barre sloeg hij in 1988 in de stad Hargeisa op de meest vergaande manier een opstand neer van Abd-ar-Rahman en de ex-premier Mohammed Ibrahim Egal. De luchtmacht verwoestte vrijwel de gehele stad en volgens de berichten werd er, door Lybië geleverd, zenuwgas gebruikt. Meer dan 50.000 burgers vonden de dood. De rebellen waren zo weliswaar uit Hargeisa verdreven, maar wonnen na enkele jaren toch in Somaliland, een noordwestelijke provincie van Somalië, die internationaal echter niet wordt erkend als onafhankelijke staat.

## Krijgsheer
Bij de val van de regering Barre was Siad Hersi de militair met de hoogste rang. Tot aan 1993 streed hij, vooral in het zuiden, aan het hoofd van het nationale leger tevergeefs om de macht te behouden. Daarna richtte hij, eveneens in het zuiden, met andere leden van de clan van de Marehan het Somali National Front (SNF) op. Gen. Muhammad Said Hersi Morgan werd later een van de Somalische krijgsheren die om de macht over een bepaald gebied strijden. In de jaren 1991 tot 1993 voerde hij een strijd samen met Al Itihad Al Mujahideen Al Islam tegen de machtigste krijgsheren in Somalië: Gen. Aideed in het Zuiden en Col. Abdulahi Yusuf in het Noord-Oost Somalië.
Na de aftocht van de Amerikanen en de VN-troepen won hij in 1995 de macht over de havenstad Kismayo. In 1999 scheurde zijn beweging en hij verloor Kismayo aan het afgescheiden deel van zijn militie, dat een verbond gesloten had met krijgsheer Aideed. 
Met zijn overgebleven aanhangers stichtte Siad Hersi vervolgens het SPM (Somali Patriotic Movement), dat vervolgens samenwerkte met zowel Abdullahi Yusuf Ahmed (president van Puntland, SSDF) als met interim-president Ali Mahdi Mohammed, tégen krijgsheer Aideed en tégen de interim-regering. Said Hersi streed van 2000 tot 2004 tegen de toenmalige interim-president Abdulkassim Salaat Hassan, hoewel hij eerder samen met deze laatste in de regering Barre Had gezeten. Ook tegen diens opvolger Abdullahi Yusuf Ahmed heeft hij zich verzet.
In 1991, toen Said Hersi minister van defensie was stonden nog 56.000 soldaten onder zijn bevel. Veertien jaar later zouden daar niet meer dan 1000 van over zijn.
Hersi overleed op 28 mei 2025 op 76-jarige leeftijd.